# Elàdia Faraudo i Puigdollers
Elàdia Faraudo i Puigdollers (Barcelona, 25 de juliol de 1899 - Ciutat de Mèxic, 1979) va ser una pionera de l'assistència social i política catalana exiliada a Mèxic.

## Biografia
Va néixer a Barcelona l'any 1899, filla d’Eladi Faraudo i Ortells i Elvira Puigdollers i Gili, essent la gran de quatre germans. Era cosina de Josep Dencàs i Puigdollers i Francesc Espriu Puigdollers. El pare, que era agent de borsa, quedà arruïnat arran de la Primera Guerra Mundial.

### Pionera de l'assistència social
Elàdia Faraudo va tenir un paper important en el camp de l'assistència social durant la Segona República Espanyola. Va obtenir el títol d'assistenta social a Bèlgica, on havia estudiat Ciències Socials. Posteriorment, va treballar a la Generalitat de Catalunya com a directora d'Assistència Social, mentre vivia a la plaça del Doctor Letamendi conjuntament amb la seva tia Teresa Puigdollers i Gili. El 30 de novembre de 1933 va publicar a La Humanitat l’article «Fem guarderies pels infants», l’únic escrit publicat per ella en premsa catalana. El març de 1935 va ingressar a la maçoneria, com a membre de la Lògia Manuel Ruiz Zorrilla, de Barcelona, núm. 21, del Gran Orient espanyol.

### Durant la Guerra Civil
L'any 1938, va ser nomenada directora general d'Evacuació i Assistència dels Refugiats del Ministeri de Treball i Assistència Social. El gener de 1937, convidada per Socors Roig Internacional, va viatjar a París per assistir —en nom del Comitè Central d’Ajut als Refugiats— a la Conferència Internacional per a l’ajut als ferits, vídues, orfes i refugiats d’Espanya, organitzada per la Commission de Solidarité du Rassemblement Populaire pour l'Aide au Peuple Espagnol. Per decret del 2 de juny de 1937, després de la designació de Jaume Aiguader com a ministre de Treball i Assistència Social, ella va ser nomenada secretària general d’Evacuació i Assistència als Refugiats de la República i, al gener de 1938, directora general. Des d'aquest càrrec havia de gestionar les colònies infantils i els ajuts als refugiats. Al mes de setembre de 1938, amb la dimissió del ministre Aiguader, ella també va cessar del càrrec ministerial i es va reincorporar com a funcionària a la Comissió Escolar d’Assistència Social, adscrita al Departament de Cultura de la Generalitat republicana.

### Exili
L'any 1939 va exiliar-se, en primer lloc, a Perpinyà (França). Després d'alliberar el seu germà del camp d'Argelers, es va embarcar a Bordeus juntament amb la seva família, en el vaixell Méxique, i el 27 de juliol de 1939 va arribar a Veracruz (Mèxic). Posteriorment, es traslladà a Monterrey, on va viure i treballar, i on va dirigir l'Institut de Treball Social. Incorporada a la Universitat de Nuevo León, va participar en la fundació, l'any 1968, de l'Escola de Treball Social de Nuevo León i del Servei de Treball Social de l'Hospital Universitario de Monterrey. El 1940 va ser nomenada secretària del Centro Cultural Ibero-Mexicano i va morir exiliada a Mèxic l'any 1979.

## Altres pioneres del treball social
- Maria Estrada i Clerch
- Montserrat Castells i Gabriel
- Beneta Llopis Sarrió